# Sorbus fischeri
Sorbus fischeri är en rosväxtart som beskrevs av N.Mey.. Sorbus fischeri ingår i släktet oxlar, och familjen rosväxter. Inga underarter finns listade i Catalogue of Life.